# Ivan Vicelich
Ivan Vicelich (Auckland, 3 de septiembre de 1976) es un exfutbolista neozelandés que jugaba como defensor o mediocampista. Jugó la mayor parte de su carrera en el Auckland City F. C. donde permaneció durante 7 temporadas y media, desde 2008 hasta su retiro en 2016.
Comenzó jugando para el Waitakere City F. C. y el Central United F. C. clubes con los que consiguió tres veces la Liga Nacional de Nueva Zelanda y en dos ocasiones la Copa Chatham. En 1999, formó parte del recién fundado Football Kingz, único equipo profesional de Nueva Zelanda por aquel entonces y miembro de la ya extinta National Soccer League australiana.
En 2001 fichó por el Roda J. C. de la Eredivisie neerlandesa. Con el elenco de Kerkrade gozó de titularidad hasta recalar en 2006 en el R. K. C. Waalwijk, en donde perdió su lugar como titular luego de que el club descendiera a la Eerste Divisie. En 2008, regresó a Nueva Zelanda para jugar en el Auckland City F. C. con el que conseguiría tres títulos de la ASB Premiership, tres Charity Cup y siete Ligas de Campeones de la OFC previo a su retiro en 2016.
A nivel internacional, con 88 partidos disputados, es el futbolista que más veces ha jugado para la selección de Nueva Zelanda, con quien conquistó la Copa de las Naciones de la OFC en 1998, 2002 y 2008. Participó también en el exitoso proceso de clasificación para la Copa Mundial de 2010, donde fue titular en los tres encuentros que disputó su selección. A su vez, fue convocado para disputar la Copa Confederaciones de 1999, 2003 y 2009.
Durante su carrera, también recibió varios premios a nivel individual. En 1994 fue escogido Jugador neozelandés joven del año y, en 2002, Jugador internacional neozelandés del año. En 2009, la Confederación de Fútbol de Oceanía lo reconoció como el mejor jugador de la región concediéndole el premio al Futbolista del Año. En 2014 fue elegido por votación como miembro del equipo de la década de la ASB Premiership y logró el Balón de Bronce en el Mundial de Clubes de ese año.
Es el futbolista más laureado en la historia de su país y del fútbol oceánico, tanto a nivel internacional como a nivel oficial, con 10 títulos internacionales de 21 títulos oficiales.

## Carrera

### Inicios

#### Waitakere City
Vicelich hizo su debut en el primer equipo del Waitakere City en 1993. En ese año la Liga Nacional de Nueva Zelanda sufrió una reestructuración: la Superclub competition remplazó a la National Soccer League. Previamente se utilizaba un sistema de todos contra todos que suponía importantes costes de desplazamiento para los clubes, por lo que los equipo participantes se dividieron en grupos por zona. El Waitakere City, dada su posición geográfica en Nueva Zelanda, fue designado en el grupo norte. En la primera temporada del nuevo sistema, el club terminó primero con 42 puntos y se clasificó para la fase nacional, en la que volvió a ser primero, avanzando nuevamente de ronda. Sin embargo, tras ganar la semifinal de los playoffs ante el Napier City Rovers por 4-1, el mismo equipo venció al Waitakere en la final por 4-3. En la Copa Chatham de ese año, el City alcanzó la sexta ronda, siendo eliminado por el Wellington United.
Al año siguiente, su club cayó en los playoffs y no pudo disputar la final por el título, pero conquistó la Copa Chatham tras ganarle al Wellington Olympic 1-0, partido en el que Vicelich fue reconocido con el Jack Batty Memorial Trophy, premio otorgado al mejor jugador del encuentro decisivo. En 1995, conquistó finalmente junto con sus compañeros la Liga Nacional, luego de vencer al Waikato United 4-0.

#### Central United y Football Kingz

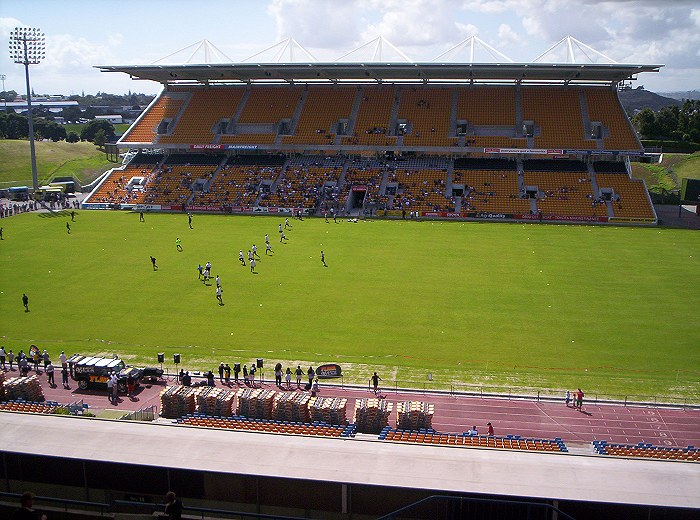
Vista desde una de las tribunas del Mount Smart Stadium, sede de los Football Kingz y donde Vicelich se desempeñó de 1999 a 2001.

En 1996 se incorporó al Central United, club ligado con la comunidad croata de Auckland. Con el Central, Ivan se proclamó campeón de la Copa Chatham en dos ediciones consecutivas (1997 y 1998) y ganó la liga de 1999, accediendo así al Campeonato de Clubes de Oceanía 1999. Vicelich no llegaría disputar dicha competición ya que, tras su éxito en la liga semiprofesional neozelandesa, fue contratado por el Football Kingz —equipo profesional recién fundado en Auckland— para disputar la National Soccer League australiana.
En la primera temporada, los Kingz terminaron octavos en una liga de veinte equipos, a cinco puntos de la zona de clasificación a los playoffs, y repetirían la misma posición en 2001. A mediados de la temporada 2001-02, cuando el elenco de Auckland ocupaba la última posición, Vicelich firmó con el Roda JC Kerkrade de la Eredivisie holandesa.

### Paso por el fútbol neerlandés

#### Roda JC
Hizo su debut en la 25.ª fecha de liga de la temporada 2000-01 en un encuentro ante el De Graafschap que el Roda ganó por 3-1. Ingresó a los 79 minutos desde el banquillo en reemplazo de Marc Nygaard. Fue la única ocasión en la que pudo disputar un partido en toda la temporada. Volvería a aparecer en el equipo en el torneo 2001-02, al ingresar a los 68 minutos en lugar de Garba Lawal en la victoria 2-1 de su club ante el AZ Alkmaar. El siguiente partido, frente al Ajax, fue el primero en el que Vicelich entró en el once inicial. Desde entonces el neozelandés fue un titular recurrente, pudiendo alcanzar los 12 partidos al terminar el campeonato. Marcó su primer gol con la camiseta de los Koempels ante el Twente, en la victoria de su equipo por 2-1. Esa misma temporada debutó en una competición internacional, al entrar desde el banquillo en la victoria por 2-0 del Roda frente al Girondins francés, perteneciente a la Copa de la UEFA.
Comenzó a disfrutar de más tiempo de juego a partir de la temporada 2002-03. En la primera mitad del campeonato solamente estuvo ausente en tres partidos, además de que marcó ante el Groningen en la derrota del Roda por 3-2. Ivan volvería a anotar ante el Heerenveen y el Zwolle, totalizando tres goles en los veintinueve partidos que disputó aquella temporada. En la edición 2003-04 de la liga neerlandesa consiguió un hat-trick en la goleada de su equipo ante el ADO Den Haag por 5-1 y tres goles más en los encuentros ante el AZ, el Roosendaal y el Twente; que ayudaron al Roda a clasificarse para la Copa Intertoto. En la temporada 2004-05 jugó 28 partidos y marcó un tanto, ante el Willem II. La temporada siguiente, disputó 27 encuentros y consiguió dos goles.

#### RKC Waalwijk
En 2006 fue contratado por el RKC Waalwijk por dos años. Vicelich comenzó como un titular habitual en el elenco pero fue perdiendo su lugar para la segunda mitad del torneo y acumuló 19 partidos, sin convertir goles. Su club terminó 17.º y tuvo que disputar los playoffs de descenso a la Eerste Divisie, segunda división de los Países Bajos. En la primera serie de partidos se impusieron por un global de 5-2 al Dordrecht, mientras que en la ronda final había perdido 2-0 y ganado 1-0 ante el VVV-Venlo, por lo que tuvo que jugar un tercer partido para lograr la permanencia. En el último encuentro, el Venlo se impuso por 3-0 y dejó la serie 5-1 a su favor, ascendiendo así a la primera categoría y sentenciado al Waalwijk al descenso.
Ya en la Eerste Divisie, Vicelich ingresó desde el banquillo en la victoria de su club por 6-3 ante el Cambuur Leeuwarden en la 2.ª jornada y disputó la totalidad del partido ante el Zwolle por la cuarta, encuentro que finalizó en empate en cero. A partir de entonces, Ivan no jugó ni un minuto más en todo el torneo. El Waalwijk igualó en puntos con el primero y ascendido a la Eredivisie, el Volendam, que lo superó en diferencia de goles. Sin embargo, perdió en la ronda final de los playoffs de ascenso contra el ADO Den Haag y permaneció en la categoría.

### Regreso a Nueva Zelanda

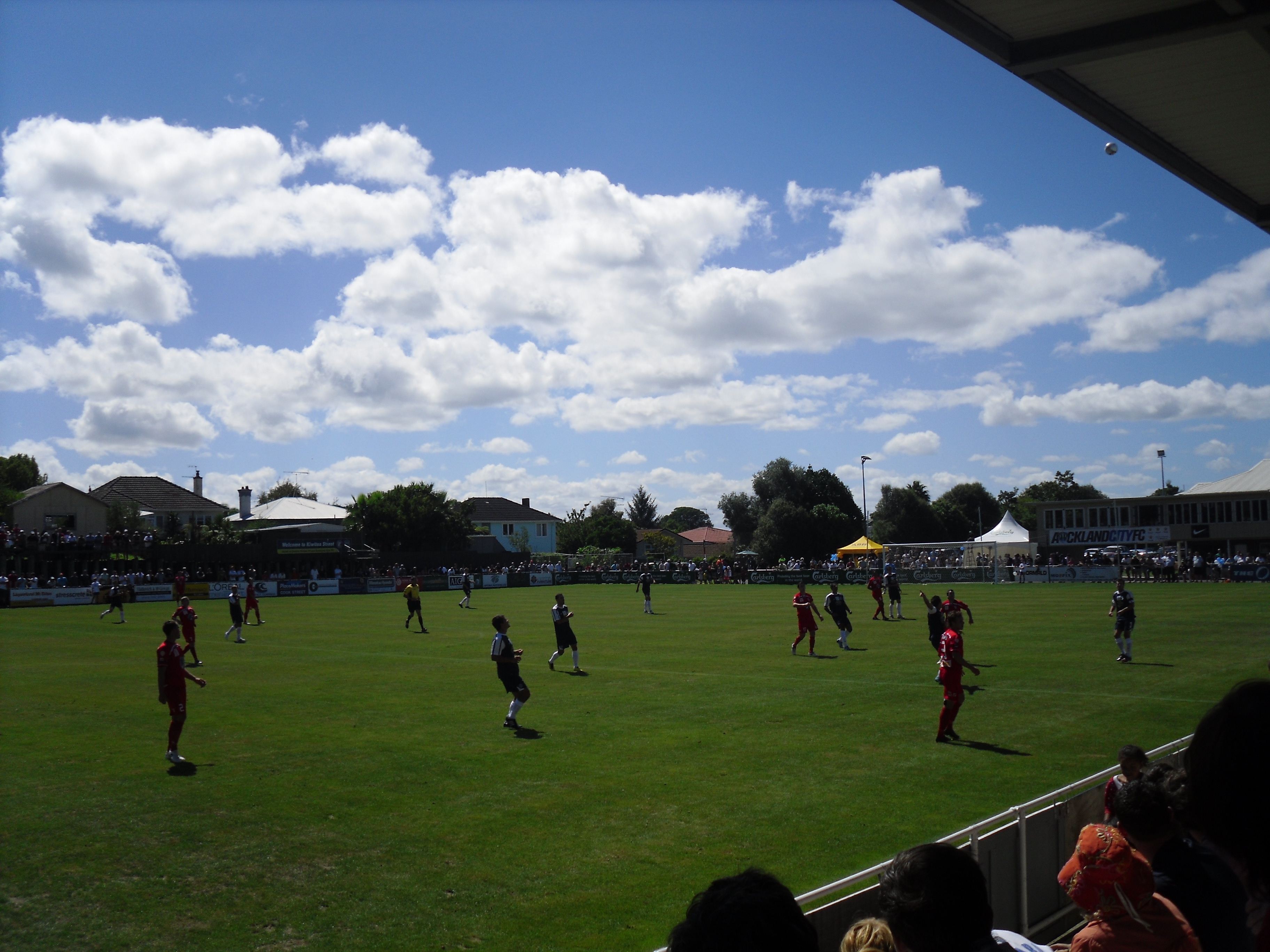
Imagen de un encuentro del clásico de Auckland entre el Auckland City y el Waitakere United.

Regresó a Nueva Zelanda en 2008 para firmar con el Auckland City. Ya en su primera temporada logró ganar el torneo de liga tras vencer el clásico del Auckland ante el Waitakere United, por 2-1 en la final. También consiguió alzarse con la Liga de Campeones de la OFC tras aplastar por un global de 9-4 al Koloale de las Islas Salomón. Sin embargo, los éxitos no se repitieron en la temporada siguiente. A pesar de haber terminado primero en la fase regular del campeonato, los Navy Blues cayeron ante el Canterbury United en las semifinales de los playoffs y fueron eliminados en la fase de grupos en la O-League por empatar a puntos con el Waitakere y tener peor diferencia de goles. Lo único positivo de la campaña del elenco de Vicelich fue la participación en la Copa Mundial de Clubes de la FIFA 2009, en la que el Auckland consiguió el quinto puesto al vencer al Mazembe de la República Democrática del Congo por 3-2.
A mediados de 2010 fue cedido a préstamo al Shenzhen Ruby de la Super Liga China. Disputó solamente cinco partidos de liga, de los cuales ganó dos, empató uno y perdió los otros dos restantes. Ya de vuelta en el Auckland City, volvió a ver frustradas sus intenciones de ganar la ASB Premiership al caer en la final por 3-2 contra el Waitakere United, pero repitió el éxito internacional en la Liga de Campeones de la OFC goleando 6-1 al Amicale de Vanuatu en el partido decisivo. La temporada siguiente, los Navy Blues volvieron a caer en la liga tras perder los playoffs, en esta ocasión ante el Team Wellington en semifinales; pero volvieron a proclamarse campeones de la O-League tras ganarle al Tefana de la Polinesia Francesa y ganaron la Charity Cup al derrotar al Waitakere. En el Mundial de Clubes, el elenco de Auckland fue eliminado en la ronda preliminar por el Kashiwa Reysol japonés. En la temporada 2012-13, Vicelich marcó en la Charity Cup pero su club cayó frente al Waitakere United 2-1; mientras que en el torneo liguero perdió la final en la prórroga frente a los Westies. Pero más allá de las frustraciones locales, el Auckland City derrotó finalmente a su eterno rival en el encuentro final de la Liga de Campeones de la OFC 2013. En la Copa Mundial de Clubes perdió con el Sanfrecce Hiroshima en los playoffs de acceso a los cuartos de final.
A comienzos de temporada el Auckland City goleó 4-1 al Waitakere United en la Charity Cup. El título de la ASB Premiership llegó finalmente para Vicelich y sus compañeros tras vencer 1-0 al Team Wellington en la final, mientras que el título de la Liga de Campeones de la OFC se repitió luego de ganar 3-2 en el global ante el Amicale. Sin embargo, en el Mundial de Clubes, Ivan no pudo evitar que su equipo cayera 2-1 contra el Raja Casablanca marroquí.
Vicelich perdió la Charity Cup 2014 contra el Team Wellington en la tanda de penaltis. En el Mundial de Clubes, el Auckland City alcanzó la tercera posición tras vencer al Cruz Azul mexicano en los penaltis. El defensor fue reconocido con el Balón de Bronce de la competición, entregado al tercer mejor jugador de todo el torneo. En la ASB Premiership 2014-15 levantó nuevamente el trofeo del torneo como capitán del Auckland tras la victoria Navy Blues por 2-1 en la final ante el Hawke's Bay United. En la Liga de Campeones de Oceanía, estuvo presente en todos los encuentros excepto el primero —ante el Suva— en el camino a la final, donde venció por penaltis al Team Wellington.
Al principio de la temporada 2015-16 sufrió una lesión que le impidió disputar siquiera un partido. Estuvo al margen de la obtención de la Charity Cup 2015, del Mundial de Clubes y de un nuevo campeonato en la Liga de Campeones. Habiendo terminado dicha temporada, decidió retirarse.

### Clubes
| Club           | País          | Año         |
| -------------- | ------------- | ----------- |
| Waitakere City | Nueva Zelanda | 1993 - 1995 |
| Central United | Nueva Zelanda | 1996 - 1999 |
| Football Kingz | Nueva Zelanda | 1999 - 2001 |
| Roda JC        | Países Bajos  | 2001 - 2006 |
| RKC Waalwijk   | Países Bajos  | 2006 - 2008 |
| Auckland City  | Nueva Zelanda | 2008 - 2009 |
| Shenzhen Ruby  | China         | 2010        |
| Auckland City  | Nueva Zelanda | 2011 - 2016 |

### Selección nacional
Vicelich hizo su debut con la selección de Nueva Zelanda al ingresar desde el banquillo en un amistoso ante Uruguay disputado en la ciudad uruguaya de Paysandú el 25 de junio de 1995. El partido terminó con derrota para los All Whites por 7-0 y fue el único encuentro internacional que el defensor disputó hasta 1997. Ese año permaneció en el once inicial en los seis partidos de clasificación para la Copa Mundial de 1998, donde Nueva Zelanda fue eliminada por Australia. Un año más tarde, disputó dos encuentros en la campaña que llevó a la selección neozelandesa a ganar la Copa de las Naciones de la OFC, incluyendo la victoria por 1-0 en la final ante la selección australiana, y en 1999 sería titular en los tres partidos que Nueva Zelanda disputó en la Copa Confederaciones. Entre medio, anotó su primer gol con la selección en un encuentro ante Omán que finalizó 2-2.
Entre 2000 y 2001 participó con los Kiwis en la Copa de las Naciones de la OFC, donde cayeron en la final ante los Socceroos por 1-0 y en las eliminatorias para el Mundial de Corea del Sur-Japón de 2002, donde nuevamente los australianos eliminaron al combinado neozelandés. En 2002, Vicelich colaboró con un gol para vencer a Tahití y dos para ganarle a las Islas Salomón en el camino a la obtención del torneo continental de Oceanía. Un año más tarde, disputó dos de los tres partidos de su selección en la Copa FIFA Confederaciones 2003, donde los neozelandeses fueron eliminados en la primera ronda tras perder todos sus encuentros. En la Copa de las Naciones de la OFC 2004, Nueva Zelanda no alcanzó la final tras ser superada por las selecciones de Australia y las Islas Salomón.
Cuatro años después, volvió a proclamarse campeón de Oceanía al ganar la Copa de las Naciones de la OFC 2008. De los seis encuentros disputados por los All Whites, Vicelich fue titular en tres y logró marcar ante Fiyi su sexto y último gol internacional. En 2009 volvió a jugar la Copa Confederaciones, en la que Nueva Zelanda obtuvo su primer punto en la historia de la competición tras empatar 0-0 ante Irak.

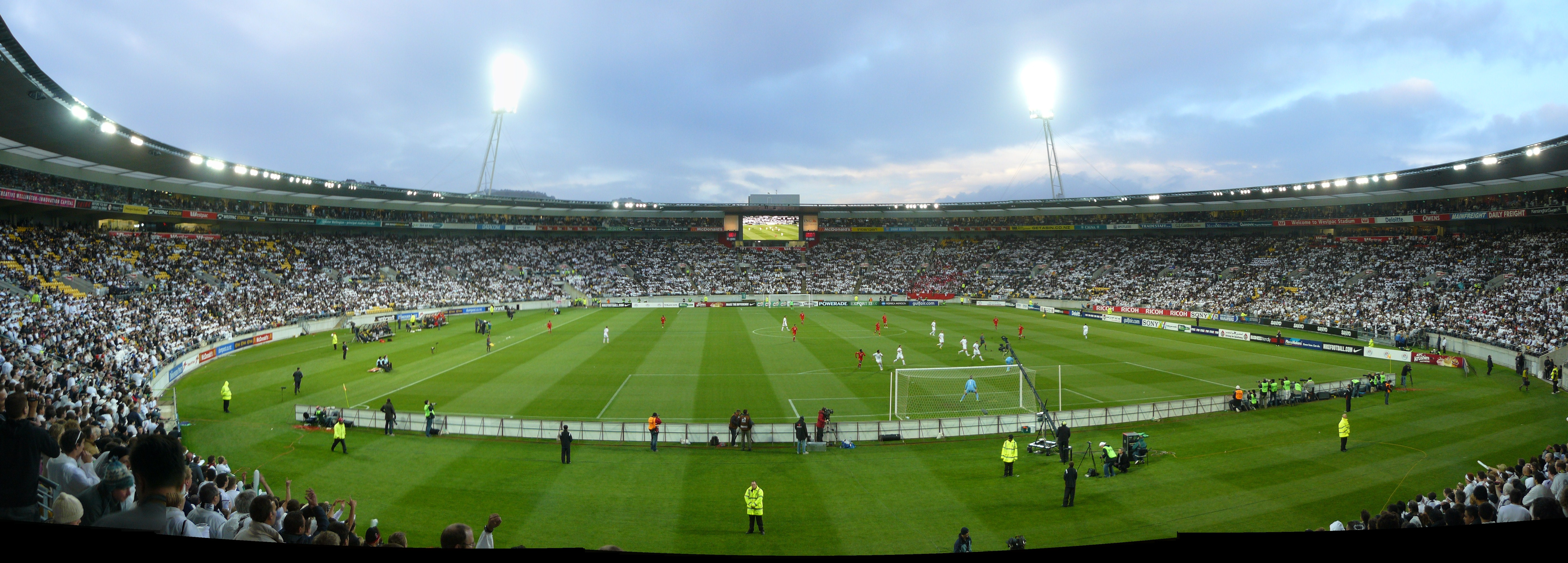
El Estadio Westpac durante la repesca entre y, que le adjudicó una plaza en la Copa Mundial de 2010 a los neozelandeses.

El mayor logro de Ivan con la selección de Nueva Zelanda llegó el 14 de noviembre de 2009. Tras haber empatado 0-0 en la ida de la repesca ante Baréin por un puesto en el Mundial de 2010, Vicelich fue junto con Ben Sigmund, Ryan Nelsen y Tony Lochhead el estandarte de la defensa que mantuvo a cero el arco neozelandés. Previamente, Rory Fallon había anotado el único gol del partido. Significó la primera clasificación a un Mundial para los All Whites desde 1982 y su segunda participación en la historia.
En Sudáfrica, el combinado neozelandés fue emparejado con Eslovaquia, Italia y Paraguay. Con Vicelich como centrocampista defensivo junto a Simon Elliott, los dos primeros encuentros terminaron con empate a uno, mientras que ante la selección paraguaya el resultado final fue de 0-0. A pesar de quedar eliminados en la primera fase, los Kiwis fueron la única selección invicta en todo el torneo.
En 2012 jugó en cuatro de los cinco partidos que disputó Nueva Zelanda en la Copa de las Naciones de la OFC, donde Nueva Caledonia eliminó a los Kiwis en semifinales. En el partido por el tercer puesto vencieron a las Islas Salomón. Vicelich disputó también cinco partidos, incluido la ida de la repesca ante México, de la clasificación para la Copa Mundial de 2014. En enero de 2014, con 88 partidos oficiales disputados, abandonó la actividad internacional. Es el jugador que más veces ha representado a Nueva Zelanda.

#### Partidos y goles internacionales
| Partidos y goles internacionales | Partidos y goles internacionales | Partidos y goles internacionales          | Partidos y goles internacionales | Partidos y goles internacionales | Partidos y goles internacionales           | Partidos y goles internacionales |
| #                                | Fecha                            | Estadio                                   | Rival                            | Resultado                        | Competición                                | Gol(es)                          |
| -------------------------------- | -------------------------------- | ----------------------------------------- | -------------------------------- | -------------------------------- | ------------------------------------------ | -------------------------------- |
| 1995                             |                                  |                                           |                                  |                                  |                                            |                                  |
| 1                                | 25 de junio                      | Estadio Parque Artigas, Paysandú          | Uruguay                          | 0 – 7                            | Amistoso                                   |                                  |
| 1997                             |                                  |                                           |                                  |                                  |                                            |                                  |
| 2                                | 31 de mayo                       | Hubert Murray Stadium, Puerto Moresby     | Papúa Nueva Guinea               | 0 – 1                            | Clasificación para la Copa Mundial de 1998 |                                  |
| 3                                | 7 de junio                       | Govind Park, Ba                           | Fiyi                             | 1 – 0                            | Clasificación para la Copa Mundial de 1998 |                                  |
| 4                                | 11 de junio                      | Estadio North Harbour, Auckland           | Papúa Nueva Guinea               | 7 – 0                            | Clasificación para la Copa Mundial de 1998 |                                  |
| 5                                | 18 de junio                      | Estadio North Harbour, Auckland           | Fiyi                             | 5 – 0                            | Clasificación para la Copa Mundial de 1998 |                                  |
| 6                                | 28 de junio                      | Estadio North Harbour, Auckland           | Australia                        | 0 – 3                            | Clasificación para la Copa Mundial de 1998 |                                  |
| 7                                | 6 de julio                       | Parramatta Stadium, Sídney                | Australia                        | 0 – 2                            | Clasificación para la Copa Mundial de 1998 |                                  |
| 8                                | 21 de septiembre                 | Gelora 10 November Stadium, Surabaya      | Indonesia                        | 0 – 5                            | Amistoso                                   |                                  |
| 1998                             |                                  |                                           |                                  |                                  |                                            |                                  |
| 9                                | 4 de febrero                     | Mount Smart Stadium, Auckland             | Chile                            | 0 – 0                            | Amistoso                                   |                                  |
| 10                               | 7 de febrero                     | Mount Smart Stadium, Auckland             | Corea del Sur                    | 0 – 1                            | Amistoso                                   |                                  |
| 11                               | 28 de septiembre                 | Suncorp Stadium, Brisbane                 | Vanuatu                          | 8 – 1                            | Copa de las Naciones de la OFC 1998        |                                  |
| 12                               | 4 de octubre                     | Suncorp Stadium, Brisbane                 | Australia                        | 1 – 0                            | Copa de las Naciones de la OFC 1998        |                                  |
| 1999                             |                                  |                                           |                                  |                                  |                                            |                                  |
| 13                               | 16 de junio                      | Estadio Rajamangala, Bangkok              | Tailandia                        | 2 – 2                            | Amistoso                                   |                                  |
| 14                               | 19 de junio                      | Estadio Rajamangala, Bangkok              | Polonia                          | 0 – 0                            | Amistoso                                   |                                  |
| 15                               | 22 de junio                      | Sultan Qaboos Sports Complex, Muscat      | Omán                             | 0 – 1                            | Amistoso                                   |                                  |
| 16                               | 24 de junio                      | Sultan Qaboos Sports Complex, Muscat      | Omán                             | 2 – 2                            | Amistoso                                   | 1 (1)                            |
| 17                               | 1 de julio                       | Shah Alam Stadium, Kuala Lumpur           | Malasia                          | 1 – 2                            | Amistoso                                   |                                  |
| 18                               | 3 de julio                       | Shah Alam Stadium, Kuala Lumpur           | Malasia                          | 5 – 1                            | Amistoso                                   |                                  |
| 19                               | 10 de julio                      | Campo entrenamiento Necaxa, México, D. F. | Egipto                           | 1 – 1                            | Amistoso                                   |                                  |
| 20                               | 15 de julio                      | Verde Valle, Guadalajara                  | Egipto                           | 0 – 1                            | Amistoso                                   |                                  |
| 21                               | 24 de julio                      | Estadio Jalisco, Guadalajara              | Estados Unidos                   | 1 – 2                            | Copa FIFA Confederaciones 1999             |                                  |
| 22                               | 28 de julio                      | Estadio Jalisco, Guadalajara              | Alemania                         | 0 – 2                            | Copa FIFA Confederaciones 1999             |                                  |
| 23                               | 30 de julio                      | Estadio Jalisco, Guadalajara              | Brasil                           | 0 – 2                            | Copa FIFA Confederaciones 1999             |                                  |
| 2000                             |                                  |                                           |                                  |                                  |                                            |                                  |
| 24                               | 14 de enero                      | Estadio Tianhe, Cantón                    | China                            | 0 – 1                            | Amistoso                                   |                                  |
| 25                               | 21 de enero                      | Estadio North Harbour, Auckland           | Corea del Sur                    | 0 – 1                            | Amistoso                                   |                                  |
| 26                               | 23 de enero                      | Arena Manawatu, Palmerston North          | Corea del Sur                    | 0 – 0                            | Amistoso                                   |                                  |
| 27                               | 19 de junio                      | Estadio Pater Te Hono Nui, Papeete        | Tahití                           | 2 – 0                            | Copa de las Naciones de la OFC 2000        |                                  |
| 28                               | 21 de junio                      | Estadio Pater Te Hono Nui, Papeete        | Vanuatu                          | 3 – 1                            | Copa de las Naciones de la OFC 2000        |                                  |
| 2001                             |                                  |                                           |                                  |                                  |                                            |                                  |
| 29                               | 6 de junio                       | Estadio North Harbour, Auckland           | Tahití                           | 5 – 0                            | Clasificación para la Copa Mundial de 2002 |                                  |
| 30                               | 11 de junio                      | Estadio North Harbour, Auckland           | Islas Salomón                    | 5 – 1                            | Clasificación para la Copa Mundial de 2002 |                                  |
| 31                               | 13 de junio                      | Estadio North Harbour, Auckland           | Vanuatu                          | 7 – 0                            | Clasificación para la Copa Mundial de 2002 | 1 (2)                            |
| 32                               | 20 de junio                      | Westpac Stadium, Wellington               | Australia                        | 0 – 2                            | Clasificación para la Copa Mundial de 2002 |                                  |
| 33                               | 24 de junio                      | ANZ Stadium, Sídney                       | Australia                        | 1 – 4                            | Clasificación para la Copa Mundial de 2002 |                                  |
| 2002                             |                                  |                                           |                                  |                                  |                                            |                                  |
| 34                               | 5 de julio                       | Estadio North Harbour, Auckland           | Tahití                           | 4 – 0                            | Copa de las Naciones de la OFC 2002        | 1 (3)                            |
| 35                               | 7 de julio                       | Estadio North Harbour, Auckland           | Papúa Nueva Guinea               | 9 – 1                            | Copa de las Naciones de la OFC 2002        |                                  |
| 36                               | 9 de julio                       | Estadio North Harbour, Auckland           | Islas Salomón                    | 6 – 1                            | Copa de las Naciones de la OFC 2002        | 2 (5)                            |
| 37                               | 12 de julio                      | Mount Smart Stadium, Auckland             | Vanuatu                          | 3 – 0                            | Copa de las Naciones de la OFC 2002        |                                  |
| 38                               | 14 de julio                      | Mount Smart Stadium, Auckland             | Australia                        | 1 – 0                            | Copa de las Naciones de la OFC 2002        |                                  |
| 39                               | 13 de octubre                    | A. Le Coq Arena, Tallin                   | Estonia                          | 2 – 3                            | Amistoso                                   |                                  |
| 2003                             |                                  |                                           |                                  |                                  |                                            |                                  |
| 40                               | 8 de junio                       | City Stadium, Richmond                    | Estados Unidos                   | 1 – 2                            | Amistoso                                   |                                  |
| 41                               | 18 de junio                      | Stade de France, París                    | Japón                            | 0 – 3                            | Copa FIFA Confederaciones 2003             |                                  |
| 42                               | 20 de junio                      | Estadio Gerland, Lyon                     | Colombia                         | 1 – 3                            | Copa FIFA Confederaciones 2003             |                                  |
| 43                               | 12 de octubre                    | Estadio Azadi, Teherán                    | Irán                             | 0 – 3                            | Copa Desafío AFC/OFC 2003                  |                                  |
| 2004                             |                                  |                                           |                                  |                                  |                                            |                                  |
| 44                               | 29 de mayo                       | Hindmarsh Stadium, Adelaida               | Australia                        | 0 – 1                            | Copa de las Naciones de la OFC 2004        |                                  |
| 45                               | 31 de mayo                       | Complejo Deportivo Marden, Adelaida       | Islas Salomón                    | 3 – 0                            | Copa de las Naciones de la OFC 2004        |                                  |
| 46                               | 2 de junio                       | Hindmarsh Stadium, Adelaida               | Vanuatu                          | 2 – 4                            | Copa de las Naciones de la OFC 2004        |                                  |
| 47                               | 4 de junio                       | Complejo Deportivo Marden, Adelaida       | Tahití                           | 10 – 0                           | Copa de las Naciones de la OFC 2004        |                                  |
| 2006                             |                                  |                                           |                                  |                                  |                                            |                                  |
| 48                               | 24 de mayo                       | Estadio Ferenc Szusza, Budapest           | Hungría                          | 0 – 2                            | Amistoso                                   |                                  |
| 49                               | 27 de mayo                       | Stadion Altenkirchen, Altenkirchen        | Georgia                          | 3 – 1                            | Amistoso                                   |                                  |
| 50                               | 31 de mayo                       | A. Le Coq Arena, Tallin                   | Estonia                          | 1 – 1                            | Amistoso                                   |                                  |
| 51                               | 4 de junio                       | Stade de Genève, Ginebra                  | Brasil                           | 0 – 4                            | Amistoso                                   |                                  |
| 2007                             |                                  |                                           |                                  |                                  |                                            |                                  |
| 52                               | 24 de marzo                      | Estadio Ricardo Saprissa Aymá, San José   | Costa Rica                       | 0 – 4                            | Amistoso                                   |                                  |
| 53                               | 28 de marzo                      | Estadio José Romero, Maracaibo            | Venezuela                        | 0 – 5                            | Amistoso                                   |                                  |
| 54                               | 17 de octubre                    | Churchill Park, Lautoka                   | Fiyi                             | 2 – 0                            | Copa de las Naciones de la OFC 2008        | 1 (6)                            |
| 55                               | 17 de noviembre                  | Korman Stadium, Port Vila                 | Vanuatu                          | 2 – 1                            | Copa de las Naciones de la OFC 2008        |                                  |
| 56                               | 21 de noviembre                  | Westpac Stadium, Wellington               | Vanuatu                          | 4 – 1                            | Copa de las Naciones de la OFC 2008        |                                  |
| 2009                             |                                  |                                           |                                  |                                  |                                            |                                  |
| 57                               | 3 de junio                       | National Stadium, Dar es-Salaam           | Tanzania                         | 1 – 2                            | Amistoso                                   |                                  |
| 58                               | 6 de junio                       | Estadio Nacional, Gaborone                | Botsuana                         | 0 – 0                            | Amistoso                                   |                                  |
| 59                               | 10 de junio                      | Atteridgeville Super Stadium, Pretoria    | Italia                           | 3 – 4                            | Amistoso                                   |                                  |
| 60                               | 14 de junio                      | Royal Bafokeng Stadium, Rustenburg        | España                           | 0 – 5                            | Copa FIFA Confederaciones 2009             |                                  |
| 61                               | 17 de junio                      | Royal Bafokeng Stadium, Rustenburg        | Sudáfrica                        | 0 – 2                            | Copa FIFA Confederaciones 2009             |                                  |
| 62                               | 20 de junio                      | Ellis Park Stadium, Johannesburgo         | Irak                             | 0 – 0                            | Copa FIFA Confederaciones 2009             |                                  |
| 63                               | 9 de septiembre                  | Estadio Rey Abdullah, Amán                | Jordania                         | 3 – 1                            | Amistoso                                   |                                  |
| 64                               | 10 de octubre                    | Estadio Nacional de Baréin, Riffa         | Baréin                           | 0 – 0                            | Clasificación para la Copa Mundial de 2010 |                                  |
| 65                               | 14 de noviembre                  | Westpac Stadium, Wellington               | Baréin                           | 1 – 0                            | Clasificación para la Copa Mundial de 2010 |                                  |
| 2010                             |                                  |                                           |                                  |                                  |                                            |                                  |
| 66                               | 24 de mayo                       | Melbourne Cricket Ground, Melbourne       | Australia                        | 1 – 2                            | Amistoso                                   |                                  |
| 67                               | 15 de junio                      | Royal Bafokeng Stadium, Rustenburg        | Eslovaquia                       | 1 – 1                            | Copa Mundial de 2010                       |                                  |
| 68                               | 20 de junio                      | Mbombela Stadium, Nelspruit               | Italia                           | 1 – 1                            | Copa Mundial de 2010                       |                                  |
| 69                               | 24 de junio                      | Estadio Peter Mokaba, Polokwane           | Paraguay                         | 0 – 0                            | Copa Mundial de 2010                       |                                  |
| 70                               | 9 de octubre                     | Estadio North Harbour, Auckland           | Honduras                         | 1 – 1                            | Amistoso                                   |                                  |
| 71                               | 12 de octubre                    | Westpac Stadium, Wellington               | Paraguay                         | 0 – 2                            | Amistoso                                   |                                  |
| 2011                             |                                  |                                           |                                  |                                  |                                            |                                  |
| 72                               | 25 de marzo                      | Estadio Wuhan Sports Center, Wuhan        | China                            | 1 – 1                            | Amistoso                                   |                                  |
| 73                               | 1 de junio                       | Invesco Field at Mile High, Denver        | México                           | 0 – 3                            | Amistoso                                   |                                  |
| 2012                             |                                  |                                           |                                  |                                  |                                            |                                  |
| 74                               | 29 de febrero                    | Mount Smart Stadium, Auckland             | Jamaica                          | 2 – 3                            | Amistoso                                   |                                  |
| 75                               | 23 de mayo                       | BBVA Compass Stadium, Houston             | El Salvador                      | 2 – 2                            | Amistoso                                   |                                  |
| 76                               | 26 de mayo                       | Estadio Cotton Bowl, Dallas               | Honduras                         | 1 – 0                            | Amistoso                                   |                                  |
| 77                               | 2 de junio                       | Estadio Lawson Tama, Honiara              | Fiyi                             | 1 – 0                            | Copa de las Naciones de la OFC 2012        |                                  |
| 78                               | 4 de junio                       | Estadio Lawson Tama, Honiara              | Papúa Nueva Guinea               | 2 – 1                            | Copa de las Naciones de la OFC 2012        |                                  |
| 79                               | 8 de junio                       | Estadio Lawson Tama, Honiara              | Nueva Caledonia                  | 0 – 2                            | Copa de las Naciones de la OFC 2012        |                                  |
| 80                               | 11 de septiembre                 | Estadio Lawson Tama, Honiara              | Islas Salomón                    | 4 – 3                            | Copa de las Naciones de la OFC 2012        |                                  |
| 81                               | 7 de septiembre                  | Estadio Numa-Daly Magenta, Numea          | Nueva Caledonia                  | 2 – 0                            | Clasificación para la Copa Mundial de 2014 |                                  |
| 82                               | 11 de septiembre                 | Estadio North Harbour, Auckland           | Islas Salomón                    | 6 – 1                            | Clasificación para la Copa Mundial de 2014 |                                  |
| 83                               | 16 de octubre                    | Estadio Pater Te Hono Nui, Papeete        | Tahití                           | 2 – 0                            | Clasificación para la Copa Mundial de 2014 |                                  |
| 84                               | 16 de octubre                    | AMI Stadium, Christchurch                 | Tahití                           | 3 – 0                            | Clasificación para la Copa Mundial de 2014 |                                  |
| 85                               | 14 de noviembre                  | Estadio Hongkou, Shanghái                 | China                            | 1 – 1                            | Amistoso                                   |                                  |
| 2013                             |                                  |                                           |                                  |                                  |                                            |                                  |
| 86                               | 22 de marzo                      | Forsyth Barr Stadium, Dunedin             | Nueva Caledonia                  | 2 – 1                            | Clasificación para la Copa Mundial de 2014 |                                  |
| 87                               | 9 de septiembre                  | Estadio Rey Fahd, Riad                    | Emiratos Árabes Unidos           | 0 – 2                            | OSN Cup 2013                               |                                  |
| 88                               | 13 de noviembre                  | Estadio Azteca, México, D. F.             | México                           | 1 – 5                            | Clasificación para la Copa Mundial de 2014 |                                  |

## Estadísticas
No incluye las estadísticas durante su paso por el Waitakere City, Central United ni Football Kingz.
| Roda J. C. · Países Bajos |               |               |     |    |   |    |    |     |     |      |      |
| 1ª | 2000-01       | 1             | 0   | 0  | 0 | 0  | 0  | 1   | 0   | 0,00 |      |
| 1ª | 2001-02       | 12            | 2   | 0  | 0 | 1  | 0  | 13  | 2   | 0,15 |      |
| 1ª | 2002-03       | 28            | 3   | 1  | 0 | -  | -  | 28  | 3   | 0,10 |      |
| 1ª | 2003-04       | 33            | 6   | 0  | 0 | -  | -  | 33  | 6   | 0,18 |      |
| 1ª | 2004-05       | 28            | 1   | 0  | 0 | 0  | 0  | 28  | 1   | 0,03 |      |
| 1ª | 2005-06       | 27            | 2   | 0  | 0 | 0  | 0  | 27  | 2   | 0,07 |      |
| Total club | Total club    | 129           | 14  | 1  | 0 | 1  | 0  | 131 | 14  | 0,10 |      |
| R. K. C. Waalwijk · Países Bajos |               |               |     |    |   |    |    |     |     |      |      |
| 1ª | 2006-07       | 19            | 0   | 0  | 0 | -  | -  | 19  | 0   | 0,00 |      |
| 2ª | 2007-08       | 2             | 0   | 0  | 0 | -  | -  | 2   | 0   | 0,00 |      |
| Total club | Total club    | 21            | 0   | 0  | 0 | -  | -  | 21  | 0   | 0,00 |      |
| Auckland City F. C. Nueva Zelanda |               |               |     |    |   |    |    |     |     |      |      |
| 1ª | 2008-09       | 17            | 2   | 0  | 0 | 6  | 1  | 23  | 3   | 0,13 |      |
| 1ª | 2009-10       | 15            | 2   | 0  | 0 | 8  | 1  | 23  | 3   | 0,13 |      |
| Total club | Total club    | 32            | 4   | -  | - | 14 | 2  | 46  | 6   | 0,13 |      |
| Shenzhen Ruby (a préstamo) China |               |               |     |    |   |    |    |     |     |      |      |
| 1ª | 2009-10       | 5             | 0   | -  | - | -  | -  | 5   | 0   | 0,00 |      |
| Total club | Total club    | 5             | 0   | -  | - | -  | -  | 5   | 0   | 0,00 |      |
| Auckland City F. C. Nueva Zelanda |               |               |     |    |   |    |    |     |     |      |      |
| 1ª | 2010-11       | 9             | 0   | 0  | 0 | 5  | 1  | 14  | 1   | 0,07 |      |
| 1ª | 2011-12       | 15            | 0   | 1  | 1 | 8  | 1  | 24  | 2   | 0,08 |      |
| 1ª | 2012-13       | 16            | 1   | 1  | 1 | 10 | 0  | 27  | 2   | 0,07 |      |
| 1ª | 2013-14       | 11            | 1   | 1  | 0 | 8  | 0  | 19  | 1   | 0,05 |      |
| 1ª | 2014-15       | 17            | 3   | 1  | 0 | 10 | 0  | 28  | 3   | 0,10 |      |
| 1ª | 2015-16       | 0             | 0   | 0  | 0 | 0  | 0  | 0   | 0   | 0,00 |      |
| Total club | Total club    | 68            | 5   | 4  | 2 | 41 | 2  | 113 | 9   | 0,07 |      |
| Total carrera | Total carrera | Total carrera | 255 | 23 | 5 | 2  | 56 | 4   | 316 | 29   | 0,09 |
| (1) Incluye playoffs. (2) Incluye datos de la KNVB Cup (2000-2008) y de la Charity Cup (2011-2016) (3) Incluye datos de la Copa de la UEFA, Copa Intertoto (2000-2008), Liga de Campeones de la OFC y Mundial de Clubes (2008-2016) (4) No incluye goles en partidos amistosos. |               |               |     |    |   |    |    |     |     |      |      |

### Participaciones en torneos internacionales

#### Copa Mundial de Fútbol
| Torneo         | Resultado     | Partidos | Goles |
| -------------- | ------------- | -------- | ----- |
| Sudáfrica 2010 | Primera ronda | 3        | 0     |

#### Copa FIFA Confederaciones
| Torneo         | Resultado     | Partidos | Goles |
| -------------- | ------------- | -------- | ----- |
| México 1999    | Primera ronda | 3        | 0     |
| Francia 2003   | Primera ronda | 2        | 0     |
| Sudáfrica 2009 | Primera ronda | 3        | 0     |

#### Copa de las Naciones de la OFC
| Edición                 | Resultado    | Partidos | Goles |
| ----------------------- | ------------ | -------- | ----- |
| Australia 1998          | Campeón      | 2        | 0     |
| Polinesia Francesa 2000 | Subcampeón   | 1        | 0     |
| Nueva Zelanda 2002      | Campeón      | 4        | 3     |
| Australia 2004          | Tercer lugar | 4        | 0     |
| Oceanía 2008            | Campeón      | 3        | 1     |
| Islas Salomón 2012      | Tercer lugar | 4        | 0     |

#### Mundiales de Clubes
| Torneo                      | Resultado     | Partidos | Goles |
| --------------------------- | ------------- | -------- | ----- |
| Emiratos Árabes Unidos 2009 | Quinto lugar  | 3        | 0     |
| Japón 2011                  | Primera ronda | 1        | 0     |
| Japón 2012                  | Primera ronda | 1        | 0     |
| Marruecos 2013              | Primera ronda | 1        | 0     |
| Marruecos 2014              | Tercer lugar  | 4        | 0     |

#### Liga de Campeones de la OFC
| Edición | Resultado     | Partidos | Goles |
| ------- | ------------- | -------- | ----- |
| 2008-09 | Campeón       | 6        | 1     |
| 2009-10 | Primera ronda | 5        | 1     |
| 2010-11 | Campeón       | 5        | 1     |
| 2011-12 | Campeón       | 7        | 1     |
| 2013    | Campeón       | 9        | 0     |
| 2014    | Campeón       | 7        | 0     |
| 2015    | Campeón       | 4        | 0     |

## Palmarés
| Título               | Equipo (*)           | País          | Año     |
| -------------------- | -------------------- | ------------- | ------- |
| Copa Chatham         | Waitakere City F. C. | Nueva Zelanda | 1994    |
| Liga Nacional        | Waitakere City F. C. | Nueva Zelanda | 1995    |
| Copa Chatham         | Central United F. C. | Nueva Zelanda | 1997    |
| Copa de las Naciones | Selección nacional   | Nueva Zelanda | 1998    |
| Copa Chatham         | Central United F. C. | Nueva Zelanda | 1998    |
| Liga Nacional        | Central United F. C. | Nueva Zelanda | 1999    |
| Copa de las Naciones | Selección nacional   | Nueva Zelanda | 2002    |
| Copa de las Naciones | Selección nacional   | Nueva Zelanda | 2008    |
| Campeonato de Fútbol | Auckland City F. C.  | Nueva Zelanda | 2008-09 |
| Liga de Campeones    | Auckland City F. C.  | Nueva Zelanda | 2008-09 |
| Liga de Campeones    | Auckland City F. C.  | Nueva Zelanda | 2010-11 |
| Charity Cup          | Auckland City F. C.  | Nueva Zelanda | 2011    |
| Liga de Campeones    | Auckland City F. C.  | Nueva Zelanda | 2011-12 |
| Liga de Campeones    | Auckland City F. C.  | Nueva Zelanda | 2013    |
| Charity Cup          | Auckland City F. C.  | Nueva Zelanda | 2013    |
| ASB Premiership      | Auckland City F. C.  | Nueva Zelanda | 2013-14 |
| Liga de Campeones    | Auckland City F. C.  | Nueva Zelanda | 2014    |
| ASB Premiership      | Auckland City F. C.  | Nueva Zelanda | 2014-15 |
| Liga de Campeones    | Auckland City F. C.  | Nueva Zelanda | 2015    |
| Charity Cup          | Auckland City F. C.  | Nueva Zelanda | 2015    |
| Liga de Campeones    | Auckland City F. C.  | Nueva Zelanda | 2016    |

(*) Incluyendo la selección.

### Distinciones individuales
| Distinción                                        | Año  |
| ------------------------------------------------- | ---- |
| Jack Batty Memorial Trophy                        | 1994 |
| Jugador neozelandés joven del año                 | 1994 |
| Jack Batty Memorial Trophy                        | 1997 |
| Jugador internacional neozelandés del año         | 2002 |
| Futbolista del año de Oceanía                     | 2009 |
| Deportista de Auckland del año                    | 2010 |
| Equipo de la década ASB Premiership               | 2014 |
| Balón de bronce Copa Mundial de Clubes de la FIFA | 2014 |